# قائمة ثدييات البحرين
هذه هي قائمة أنواع الثدييات المسجلة في البحرين. هناك 6 أنواع من الثدييات في البحرين: 0 منقرضة و2 مهددة بالانقراض و0 قريبة من التهديد بالانقراض.
تستخدم العلامات التالية لتسليط الضوء على حالة حفظ كل الأنواع والمقررة من قبل الاتحاد الدولي لحفظ الطبيعة:
| EX | منقرض                     | لا شك في موت آخر نوع.                                                                                                |
| EW | منقرض في البرية           | معروف فقط بالبقاء في الأسر أو في شكل تجمعات طبيعية جيدة خارج النطاق السابق.                                          |
| CR | مهدد بالانقراض            | هذا النوع على وشك الانقراض في البرية.                                                                                |
| EN | معرض للانقراض             | يواجه هذا النوع خطر مرتفع للغاية بالانقراض في البرية.                                                                |
| VU | عرضة                      | يواجه هذا النوع ارتفاع مخاطر الانقراض في البرية.                                                                     |
| NT | قريب من التهديد بالانقراض | هذا النوع لا يفي بأي من المعايير التي من شأنها أن تصنف بأنها تخاطر بالانقراض ولكن من المرجح أن تفعل ذلك في المستقبل. |
| LC | أقل قلق                   | لا توجد مخاطر حالية لهذا النوع.                                                                                      |
| DD | قصور بيانات               | لا توجد معلومات كافية لإجراء تقييم للمخاطر لهذه الأنواع.                                                             |

تم تقييم بعض الأنواع باستخدام مجموعة من المعايير السابقة. تقييم الأنواع التي تستخدم هذا النظام من الأدنى للتهديد إلى قلق أقل:
| LR/cd | انخفاض المخاطر / حفظ مشروط | أنواع كانت محور برامج حفظ وربما يكون قد انتقل إلى فئة عالية المخاطر إذا أوقف هذا البرنامج. |
| LR/nt | انخفاض خطر / قريب مهدد     | أنواع قريبة من أن تصنف على أنها عرضة للانقراض لكنها ليست موضوعا لبرامج المحافظة.           |
| LR/lc | مخاطر أقل / أقل قلقا       | أنواع لا توجد مخاطر تعريفية لها.                                                           |

## الفئة الفرعية:وحشيات

### صنيف فرعي: وحشيات حقيقية

#### الترتيب:خيلانيات

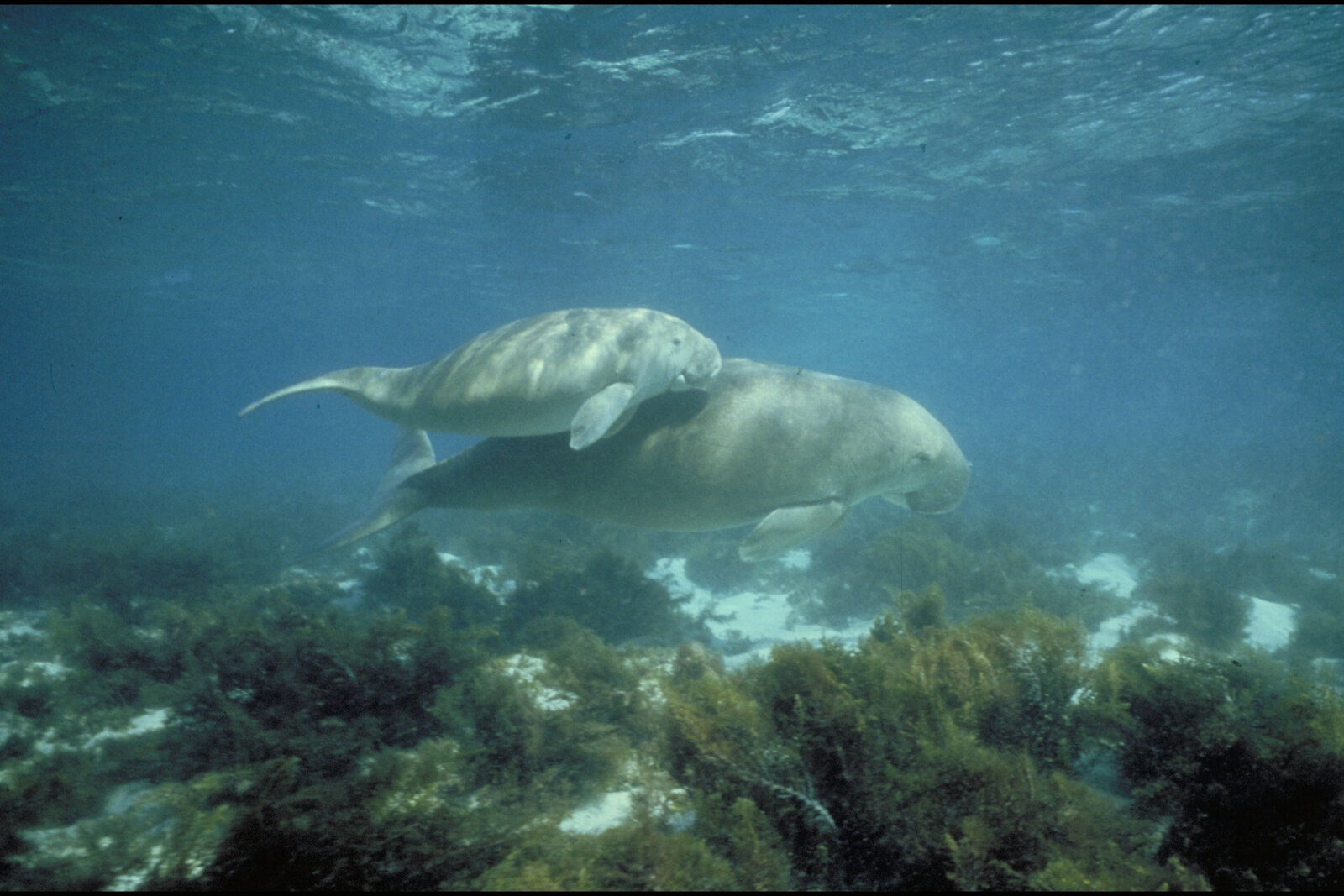
أطوم

الخيلانيات هي حيوانات مائية وثدييات عاشبة تعيش في الأنهار ومصبات الأنهار والمياه البحرية الساحلية والمستنقعات والأراضي الرطبة البحرية. جميع الأنواع الأربعة مهددة بالانقراض.
- العائلة: دوغونغيدي.
  - النوع: أطوم.
    - أطوم:. VU

#### الترتيب:القوارض
القوارض تشكل أكبر ترتيب في الثدييات مع وجود أكثر من 40 في المئة من أنواع الثدييات. لديهم اثنين من القواطع في الفك العلوي والسفلي التي تنمو باستمرار ويجب أن تبقى قصيرة قبل القضم. معظم القوارض صغيرة على الرغم من أن خنزير الماء يمكن أن يصل وزنه إلى 45 كيلوغراما (100 رطل).
- رتيبة: فأريات الشكل.
  - الأسرة: فأرية (الفئران والجرذان والجربوع وغيرها).
    - الفصيلة: عضل.
      - الجنس: يربوع.
        - عضل وكنر: LR

#### الترتيب:حيتانيات
تضم رتبة الحيتانيات كل من الحيتان والدلافين وخنازير البحر. تتكيف معظمها مع الحياة المائية بأجسام صلعاء تحميها طبقة سميكة من الدهن والمقدمة والذيل مهيئان لتوفير الدفع تحت الماء.
- رتيبة: حيتان مسننة.
  - الفصيلة: دلفين نهري.
    - الأسرة: خنزير البحر.
      - الجنس: فينليس خنزير البحر.
        - فينليس خنزير البحر DD.

    - الأسرة: دلفين محيطي (الدلافين البحرية).
      - الجنس: الدولفين الأحدب.
        - دلفين أبيض صيني DD.

#### الترتيب:لواحم

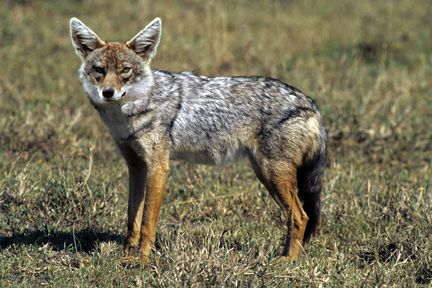
ابن آوى الذهبي

هناك أكثر من 260 نوعا من اللواحم ومعظمها تتغذى أساسا على اللحوم. لديهم شكل الجمجمة والأسنان مميزة.
- رتيبة: كلبيات الشكل.
  - الأسرة: كلبيات (الكلاب والثعالب).
    - الجنس: كلب.
      - ابن آوى الذهبي LC.

#### الترتيب:شفعيات الأصابع
شفعيات الأصابع تتحمل وزن جسمها بالتساوي على اصبعي القدم الثالث والرابع على العكس من مفردات الأصابع. هناك حوالي 220 نوع بما في ذلك الأنواع العديدة ذات الأهمية الاقتصادية الكبيرة للإنسان.
- الأسرة: بقريات (الماشية والظباء والأغنام والماعز).
  - الفصيلة: ظبائيات.
    - الجنس: غزال.
      - غزال درقي VU.